# Софија Лорен
Софија Лорен (итал. Sophia Loren), рођена као Софија Вилани Шиколоне (итал. Sofia Villani Scicolone; Рим, 20. септембар 1934), једна је од најпознатијих италијанских глумица чија су слава и популарност достигли светске размере у Холивуду и ван Италије и Европе, крајем педесетих и током шездесетих година 20. века. У својој глумачкој каријери која траје преко 60 година, од 1950. до 2014. године, глумила је у 200 филмова, како италијанских, тако и у холивудским филмовима. Глумила је, радила је и сарађивала је са многобројним холивудским легендама и глумцима као што су Чарли Чаплин, Кери Грант, Френк Синатра, Кларк Гејбл, Ентони Перкинс, Ентони Квин, Џон Гевин, Грегори Пек, Марлон Брандо, Питер О’Тул, Џон Касаветес, Сузан Сарандон, Лорин Бекол, Џуди Денч, Ким Бејсингер, Џулија Робертс, Пенелопе Круз, Никол Кидман и многи други. Глумила је у више од десет филмова са Марчелом Мастројанијем, У својој каснијој глумачкој фази стекла је углед драмске уметнице. Била је супруга филмског продуцента и редитеља Карла Понтија.
Пар пута је од делегата добијала гласове за председника Италије, пошто они могу да оставе празан гласачки листић, или да упишу било кога. Током различитих кругова гласања је добијала гласове на изборима 1964, 1992, 2013, и 2022. године. Закључно са председничким изборима 2022. године, ниједном није добила пресудну количину гласова потребних за избор на функцију.

## Биографија

### Младост
Софија Лорен је рођена у Риму, од оца инжењера Рикарда Шиколонеа и учитељице клавира Ромилде Вилани, која је и сама хтела да постане глумица. Одрасла је у сиромашним условима у граду Поцуоли крај Напуља док је још трајао Други светски рат. Мали стан делила је са сестром Маријом, родитељима, дедом, баком, ујацима и теткама — касније је изјавила да ју је живот у сиромаштву учинио жилавијом особом.
Као дете сматрали су је не тако привлачном, али је касније израсла у лепотицу. Њена сестра удала се за Романа Мусолинија, сина Бенита Мусолинија. Софија је већ са 15 година отишла тражити филмске улоге у Риму, а са платом од посла као модел за илустроване романтичне приче издржавала је своју породицу.

### Каријера
Након малих улога у филмовима, као што су Кво вадис, Софија је 1957. године упознала старијег продуцента Карла Понтија са којим се венчала на свој 23. рођендан. Од њега се морала раставити како би га спасла од оптужбе за бигамију јер је он већ пре био ожењен, али је ипак остала са њим у љубавној вези. Било је познато да су многи глумци били очарани њеном лепотом; на сету филма Понос и страст Кери Грант се тако дубоко заљубио у њу да ју је замолио да се уда за њега иако је знао да је већ удата за Понтија, а и Питер Селерс загледао се у њу док су заједно снимали комедију Милионашица те је наводно био спреман и развести се од своје супруге због ње.
Када је 1962. године освојила Оскара за италијанску ратну драму Ћоћара, снимљену по предлошку истоименог моравијиног романа, постала је прва глумица у историји која је добила ову награду изван енглеског говорног подручја. Године 1967, наступила је у последњем филму који је режирао Чарли Чаплин, Грофица из Хонгконга, али који није био хваљен од критике, а уз то се и посвађала са звездом Марлоном Брандом. Марчело Мастројани, њен пријатељ, наступио је у 13 филмова са њом, међу којима и Брак на италијански начин.
Године 1982, одслужила је 18 дана у затвору у Италији због неплаћања пореза. Часопис Емпајер ју је 1995. године прозвао 25. најсексипилнијом звездом у филмској историји, а многи су ју сматрали привлачном и након што је прешла 60. годину. Осим Оскара, освојила је и 5 Златних глобуса; четири пута за најпопуларнију женску звезду, а једном за животни допринос филму. Глумила је укупно у око 100 филмова и серија у својој готово седам деценија дугој каријери.

### Приватни живот
Пре свог првог детета имала је два спонтана побачаја. Ипак, упркос компликацијама, успела је касније родити двоје дјеце: Карла Понтија млађег (постао диригент) и Едоардоа Понтија (постао режисер). Бавила се финансирањем послова за куварице, шминку, накит и парфеме. Године 2007, је најавила сликање за Пирелијев календар са 72 године, с тим да је рекла да се неће појавити нага.
Своје мемоаре објавила је у септембру 2014. године. Такође је написала кувар.

## Филмографија
| Улоге Софије Лорен |                           |                       |                                                | |
| Година             | Српски назив              | Изворни назив         | Улога                                          | Напомена |
| 1950.              | Ја сам Надзорник          | /                     | секретарица Диктатора                          | потписана као Софија Шиколоне |
| 1950.              | Шест таласа Плавобрадог   |                       | киднапована девојка                            | потписана као Софија Лацаро |
| 1950.              | Тото Тарзан               |                       | Тарзанова жена                                 | потписана као Софија Лорен |
| 1950.              | Глас                      |                       | пучанка на фестивалу у Пједигроти              | потписана као Софија Шиколоне |
| 1950.              | Срца на мору              |                       | додатна                                        | непотписана |
| 1951.              | Бела лепра                |                       | Софија Лацаро                                  | потписана као Софија Лорен |
| 1951.              | Власник паре              |                       | балеринета                                     | потписана као Софија Лацаро |
| 1951.              | Милијардер из Милана      |                       | додатна                                        | непотписана |
| 1951.              | Мађионичар за снагу       |                       | млада                                          | потписана као Софија Шиколоне |
| 1951.              | Кво вадис                 |                       | Лигејина робиња                                | непотписана |
| 1951.              | Био је он... Да! Да!      |                       | Одалиска                                       | потписана као Софија Лацаро |
| 1951.              | Ана                       |                       | девојка у борделу                              | непотписана |
| 1952.              | Долазак тјунера           |                       | Амика ди Ђулијета                              | потписана као Софија Лорен |
| 1952.              | Сан Зороа                 |                       | Кончита                                        | потписана као Софија Шиколоне |
| 1952.              | Фаворита                  |                       | Леонора ди Гузман                              | |
| 1953.              | Земља Кампанелија         | /                     | Бонбон                                         | |
| 1953.              | Пилгрим љубави            |                       | —                                              | |
| 1953.              | Нађемо се у галерији      |                       | Мариза                                         | |
| 1953.              | Две ноћи са Клеопатром    |                       | Клеопатра/Ниска                                | |
| 1953.              | Трговина белим робљем     | / Girls Marked Danger | Елвира                                         | |
| 1953.              | Недеља добрих људи        |                       | Инес                                           | |
| 1953.              | Аида                      |                       | Аида                                           | |
| 1953.              | Африка под морем          |                       | Барбара Лама                                   | ткђ. познат као Жена црвеног мора |
| 1954.              | Напуљски карузел          |                       | Сизина                                         | |
| 1954.              | Један дан у окружном суду |                       | Ана                                            | |
| 1954.              | Наши путеви               |                       | девојка                                        | ткђ. познат као Анатомија љубави |
| 1954.              | Сиромаштво и племство     |                       | Ђема                                           | |
| 1954.              | Злато Напуља              | '                     | Софија                                         | сегмент: |
| 1954.              | Атила                     | /                     | Хонорија                                       | |
| 1954.              | Штета што је олош         |                       | Лина Стропјани                                 | |
| 1955.              | Знак Венере               |                       | Ањезе Тирабаси                                 | |
| 1955.              | Лепа млинарева жена       |                       | Кармела                                        | |
| 1955.              | Девојка са реке           | /                     | Нивес Монголини                                | ткђ. познат као Речна жена |
| 1955.              | Хлеб, љубав и...          |                       | Дона Софија                                    | |
| 1956.              | Срећа бити женом          |                       | Антонијета Фалари                              | |
| 1957.              | Дечак на делфину          |                       | Федра                                          | |
| 1957.              | Понос и страст            |                       | Хуана                                          | |
| 1957.              |                           | /                     | Дита                                           | |
| 1958.              | Љубав под брестовима      |                       | Ана Кабот                                      | |
| 1958.              | Кључ                      |                       | Стела                                          | |
| 1958.              | Црна орхидеја             |                       | Розе Бјанко                                    | |
| 1958.              |                           | Чинција Цакарди       |                                                | |
| 1959.              |                           |                       | Кеј                                            | |
| 1960.              |                           |                       | Анџела Росини                                  | |
| 1960.              | Почело је у Напуљу        |                       | Лучија Курчо                                   | номинација — Golden Globe Award for Best Actress – Motion Picture Musical or Comedy |
| 1960.              | Милионашица               |                       | Епифанија Парерга                              | |
| 1960.              | Олимпија                  | /                     | принцеза Олимпија                              | |
| 1960.              | Ћоћара                    | La ciociara           | Чезира                                         | значи досл. жена из Ћоћарије Academy Award for Best Actress BAFTA Award for Best Foreign Actress Bambi Award for Best Actress – International Cannes Film Festival Best Actress Award David di Donatello for Best Actress Nastro d'Argento for Best Actress New York Film Critics Circle Award for Best Actress Sant Jordi Award for Best Performance in a Foreign Film |
| 1961. Two Women             | Ел Сид                    |                       | Доња Симена                                    | |
| 1962.              | Мадам Сан-Жен             |                       | Катрин Убшер / Катерине Хибшер [Мадам Сан-Жен] | |
| 1962.              | Бокачо ’70                | /                     | Зое                                            | сегмент: |
| 1962.              | Затвореници Алтоне        | /                     | Јохана                                         | са Максимилијаном Шелом, Робертом Вагнером и Фредриком Марчом; снимано у Тиренији (Пиза) |
| 1962.              |                           | /                     | Лиса Маклин                                    | |
| 1963.              | Јуче, данас, сутра        |                       | Аделина Сбарати / Ана Молтени / Мара           | David di Donatello for Best Actress номинација — Nastro d'Argento for Best Actress |
| 1964.              | Пад Римског царства       |                       | Анија Аурелија Галерија — Луцила               | |
| 1964.              | Брак на италијански начин |                       | Филумена Мартурано                             | David di Donatello for Best Actress Moscow International Film Festival Award for Best Actress Golden Laurel Awards for Best Actress (2nd Place) номинација — Academy Award for Best Actress номинација — Golden Globe Award for Best Actress – Motion Picture Musical or Comedy номинација — Nastro d'Argento for Best Actress                                          |
| 1965.              | Операција Самострел       | /                     | Нора                                           | |
| 1965.              | Леди Л                    |                       | Леди Луиз Лендејл / Леди Л                     | |
| 1966.              | Џудит                     |                       | Џудит                                          | |
| 1966.              | Арабеска                  |                       | Јасмин Азир                                    | |
| 1967.              | Грофица из Хонгконга      |                       | Наташа                                         | |
| 1967.              |                           | /                     | Изабела Канделоро                              | |
| 1968.              | Ови духови                | /                     | Марија Лојаконо                                | |
| 1970.              | Сунцокрети                | /                     | Ђована                                         | |
| 1971.              |                           | /                     | Мадалена Ћарапико                              | |
| 1971.              | Свештеникова супруга      |                       | Валерија Били                                  | |
| 1972.              |                           | /                     | Алдонса/Дулчинеја                              | |
| 1973.              | Грех                      |                       | Ермана Германа                                 | филм познат и као White Sister и The Sin |
| 1974.              |                           |                       | Адријана де Мауро                              | David di Donatello for Best Actress San Sebastian International Film Festival Best Actress филм познат и као The Voyage и The Journey |
| 1974.              |                           | /                     | Тереза Леони                                   | |
| 1974.              | Кратак сусрет             |                       | Ана Џесон                                      | ТВ филм (Холмаркова дворана славних) |
| 1975.              |                           |                       | Пупа                                           | филм познат и као Get Rita и Sex Pot |
| 1976.              | Касандрин мост            |                       | Џенифер Рисполи Чемберлен                      | |
| 1977.              | Изузетан дан              |                       | Антоинета                                      | David di Donatello for Best Actress Globo d'Oro Award for Best Actress Nastro d'Argento for Best Actress |
| 1978.              |                           |                       | Титина Патерно                                 | |
| 1978.              |                           |                       | Мара                                           | камео улога |
| 1978.              | Анџела                    |                       | Анџела Кинкејд                                 | |
| 1979.              |                           |                       | Адел Таска                                     | |
| 1980.              | Софија Лорен: Њена прича  |                       | Софија Лорен / Ромилда Вилани (њена мајка)     | |
| 1984.              | Аурора                    | /                     | Аурора                                         | ТВ филм |
| 1986.              |                           |                       | Маријана Миралдо                               | ТВ филм |
| 1988.              | Мама Лучија               | /                     | Лучија                                         | ТВ мини-серија |
| 1988.              |                           |                       | Чезира                                         | ТВ мини-серија (римејк Ћоћаре) |
| 1990.              |                           |                       | Роза Приоре                                    | премијера на Филмском фестивалу у Чикагу |
| 1994.              |                           |                       | Изабела де ла Фонтен                           | National Board of Review Award for Best Cast номинација — Golden Globe Award for Best Supporting Actress – Motion Picture |
| 1995.              |                           |                       | Марија Софија Колета Рађети                    | |
| 1997.              |                           |                       | Маман Леви                                     | |
| 2001.              |                           |                       | Франческа Монторси                             | ТВ мини-серија |
| 2002.              |                           |                       | Оливија                                        | |
| 2004.              |                           |                       | Марија                                         | |
| 2004.              |                           |                       | Тереза Иноченте                                | ТВ мини-серија |
| 2009.              | Девет                     |                       | Мама                                           | Satellite Award for Best Cast – Motion Picture номинација — Broadcast Film Critics Association Award for Best Cast номинација — Screen Actors Guild Award for Outstanding Performance by a Cast in a Motion Picture номинација — Washington D.C. Area Film Critics Association Award for Best Ensemble                                                                  |
| 2010.              |                           |                       | Ромилда Вилани                                 | ТВ мини-серија |
| 2011.              | Аутомобили 2              |                       | Мама Тополино                                  | глас (за неенглеско говорно подручје) |
| 2013/14.           |                           |                       | жена                                           | кратки филм; представљен 2014. на Трајбеци |